# Helikopterrotorblad

Helikopter met drie rotorbladen

Een helikopterrotorblad is een aanhangsel gemonteerd aan een helikopter op een motoraangedreven as. Als de rotor van een helikopter gaat draaien, beweegt er lucht langs de rotorbladen, net zoals er lucht langs de vleugels van een vliegtuig beweegt als het gaat bewegen. De derde wet van Newton verklaart het principe waardoor de rotorbladen de helikopter de lucht in kunnen tillen. Rotorbladen zijn langwerpig en kunnen in verschillende aantallen aan een as gemonteerd zijn. Er zijn helikopters met twee, drie, vier of meer rotorbladen.

## Geschiedenis
Een Chinees boek uit 400 v.Chr. onthult hoe je een "vliegende tol" of helikopterspeelgoed maakt met draaiende veren aan het eind van een stok. Je draait de stok snel tussen je handen, gooit hem de lucht in, en de veren laten hem vliegen. Dit speelgoed staat ook wel bekend onder de naam 'the game'.
In 1483 ontwierp de Italiaanse uitvinder Leonardo da Vinci een helikopter met kurkentrekkervormige propellerbladen om hem door de lucht op te trekken. Hij bouwde hem echter niet.

## Werking
De bladen van de hoofdrotor van een helikopter zijn er in drie basissoorten die steeds meer beweging toelaten als ze ronddraaien: ze worden star, halfstijf en volledig scharnierend genoemd. Zoals de naam al zegt, zijn starre bladen stevig bevestigd aan de rotornaaf (het "wiel" waaraan de bladen zijn bevestigd aan de top van de draaiende rotormast) door een draaibare verbinding die een veerdraaischarnier (of pitchscharnier) wordt genoemd. Hierdoor kunnen ze "veren" (draaien als ze draaien, wat de manier is waarop een helikopter stuurt). Halfstijve bladen hebben hetzelfde scharnier, maar ze hebben ook een wankel scharnier (of slagscharnier) dat ze op en neer laat flapperen. Volledig scharnierende bladen kunnen veren en flapperen, en hebben ook een derde scharnier (een sleepscharnier) waardoor ze iets voor ("lead") of achter ("lag") hun normale positie kunnen bewegen. Elk van deze schoeptypen heeft voor- en nadelen.

### Zweven
Als de rotorbladen beginnen rond te draaien, genereren ze lift die het gewicht van het toestel overwint en het de lucht in duwt. Als de lift groter is dan het gewicht, stijgt de helikopter; als hij kleiner is dan het gewicht, valt de helikopter. Als de lift en het gewicht precies gelijk zijn, zweeft de helikopter in de lucht. De piloot kan de rotorbladen meer of minder lift laten genereren met behulp van een regelaar die de collectieve spoed (of "collective") wordt genoemd, waarmee de hoek ("pitch") die alle bladen maken ten opzichte van de aankomende lucht terwijl ze ronddraaien, wordt vergroot of verkleind. Voor het opstijgen moeten de bladen een steile hoek maken om maximale lift te genereren.

## Snelheid
De snelheid (vliegsnelheid) van een roterend rotorblad ten opzichte van de omringende lucht is ongeveer de som van de vliegsnelheid en de rotatiesnelheid van het blad. Daarom is voor voorwaartse lucht de luchtsnelheid van de voorwaarts bewegende bladen hoger dan de luchtsnelheid van de achterwaarts bewegende bladen. De snelheid van het punt aan het uiteinde (punt) van het blad is veel sneller dan de snelheid van het punt aan de wortel van het blad. Bij hoge vliegsnelheden nadert de luchtsnelheid aan de punt van het voorste blad de geluidssnelheid, wat schokgolven genereert. Tegelijkertijd staat het terugwijkende mes feitelijk stil ten opzichte van de omgevingslucht, waardoor het mes niet meer leert om op te tillen. Om deze situatie te vermijden, vliegen helikopters meestal niet met een snelheid van ongeveer 300 kilometer per uur. Met speciale messen kunnen hogere snelheden worden behaald.

## Geluid
Het geluid van een helikopter wordt veroorzaakt doordat de draaikolk van een rotorblad botst met een ander blad. De helikopterbladen doorbreken de geluidsbarrière niet. De uiteinden van de afzonderlijke bladen bewegen het snelst aan de oprukkende kant van de rotorschijf.